# 浮腰

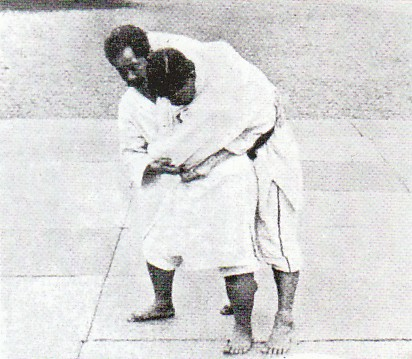
嘉納治五郎の浮腰

浮腰（うきごし）は、柔道の投技の一つである。腰技10本の一つ。講道館や国際柔道連盟 (IJF) での正式名。IJF略号UGO。

## 概要
軽く踏み込み、釣り手を腋の下に腕を入れ、その動きに合わせて、後回りさばきで足を引く様に回転し、引き手で袖を引きながら、（腰には乗せず、）腰の回転で一気に投げる技。右組から仕掛ける場合、相手（受）を右前方に崩しながら自分（取）は右手で受けの脇の下から背中または帯に手を回し体を密着させる。その後、左足後回りさばきで回転し、その腰の回転と膝のバネを持って相手を前方に投げる。その時、腰はあまり深く入れない。
腰を深く入れ腰に乗せるようにして投げた場合、大腰となる。

## 変化

### 半腰
半腰（はんごし）は右組の時、相手の左前下腹部に腰を入れる浅い浮腰。柔道家の馬場七五郎の得意技。1982年の「講道館柔道の投技の名称」制定に向けて講道館では新名称の候補に挙がったが浮腰の一つの場合とすることになり、採用されなかった。

### 帯腰
帯腰（おびごし）は釣り手で受の前帯に4本指を中に入れて掴んで投げる浮腰。柔道家の川石酒造之助は前帯の下から順手で、伊藤浅吉は上から、前帯に4本指を中に入れる帯腰を自著で紹介している。

### 抱込腰
抱込腰（だきこみごし）は釣り手で相手の首を抱えながら浮腰の様に投げる首投げスタイルの投技。釣り手の甲を上に向け親指側を相手の首に当てるとよい。1926年の書籍『新式柔道』に掲載されている。

## 歴史
柔道の創始者である嘉納治五郎は浮腰を得意としていた。
後に南米に渡りブラジリアン柔術の祖となった前田光世は手記に嘉納の浮腰で投げられた際にその技のキレに感極まって涙したとまで記している。その後、嘉納は浮腰に改良を重ね、払腰や釣込腰を開発するに至っている。投の形で払腰の演武の中で釣り手を受の腋に差し入れることになっているのは、払腰が浮腰をルーツにしている名残である（のちに試合ではそのようなケースは少なくなった）。

## 形
形の演武の際には、受は右手拳を大きく振りかぶって取の頭上めがけて振り下ろす（殴りかかる）。取は拳を踏み込んでかわし相手の脇に組み付くと同時に左浮腰で相手を投げる。拳をかわす動作がそのまま投技に入る動作となる。